# Sjaak Köhler
Jakob Frederik Köhler, detto Sjaak (Amsterdam, 2 ottobre 1902 – Amsterdam, 19 giugno 1970), è stato un nuotatore e pallanuotista olandese.
Faceva parte della squadra dei Paesi Bassi che ha partecipato ai Giochi di Parigi 1924 e di Amsterdam 1928.
Nel 1924 gareggiò anche nel nuoto, partecipando alle gare di 400m sl e Staffetta 4×200m sl, ma in entrambe, non riuscì a raggiungere la finale.
Era cugino di Koos Köhler, con il quale ha disputato il torneo di pallanuoto, ai Giochi di Amsterdam 1928.